# Navigazione differenziata
Il termine navigazione differenziata si riferisce alla tecnologia, o ai servizi che sfruttano la possibilità tecnologica, di distinguere tra utente adulto ed utente minore all'atto della connessione ad Internet. Tale distinzione permette di filtrare i contenuti presenti nella Rete al fine di poterli rendere disponibili ai minori.
Tale voce è comparsa per la prima volta nella letteratura istituzionale con il Codice di Autoregolamentazione Internet@Minori (pag. 8 e pag. 88-89).